# It Takes Two (videojuego)
It Takes Two es un videojuego de acción y aventura con elementos de plataformas desarrollado por Hazelight Studios y publicado por Electronic Arts. El juego fue lanzado para Microsoft Windows, PlayStation 4, PlayStation 5, Xbox One y Xbox Series X/S en marzo de 2021. Posteriormente, durante el Nintendo Direct de septiembre de 2022, fue anunciado para Nintendo Switch y lanzado para esta plataforma en noviembre de 2022.  Al igual que el título debut de Hazelight, A Way Out, el videojuego no tiene una opción para un solo jugador; solo se puede jugar en modo cooperativo en línea o local en pantalla dividida entre dos jugadores. Fue el ganador del premio al mejor juego del año de 2021, en el evento The Game Awards de ese mismo año.

## Jugabilidad
It Takes Two es un videojuego de acción y aventuras con elementos de juegos de plataformas. Está diseñado específicamente para el modo multijugador cooperativo en pantalla dividida, lo que significa que debe jugarse con otro jugador a través del juego local o en línea. El juego presenta una gran cantidad de mecánicas de varios géneros de videojuegos. Estas mecánicas de juego están relacionadas con la historia y el tema del nivel. Por ejemplo, en un nivel, Cody gana la capacidad de rebobinar el tiempo, mientras que May puede replicarse a sí misma. Los jugadores deben cooperar entre sí y utilizar estas habilidades para progresar. El juego también cuenta con una gran cantidad de minijuegos.

## Argumento
Cody y May, una pareja casada, están planeando divorciarse después de que Cody discuta con May acerca de que ella trabaja todo el tiempo y May responde que Cody nunca muestra ni un poco de aprecio por su trabajo. Después de decirle a su hija Rose que se están divorciando, Rose lleva sus muñecas hechas a mano, que se parecen a sus padres, al cobertizo familiar e intenta reparar su relación actuando. Los padres se encuentran atrapados dentro de los cuerpos de las muñecas como consecuencia de una lágrima que cae sobre ellas. El doctor Hakim, que ha asumido la forma antropomórfica de su libro de terapia de relaciones, les dice a Cody y May que le han encomendado la tarea de tratar de arreglar su relación mientras intentan llegar a Rose.
Al principio, Cody y May están más enfocados en tratar de llegar a Rose, esperando que sepa una manera de devolverlos a sus cuerpos humanos. Sin embargo, Hakim interfiere continuamente con su progreso, a menudo poniendo obstáculos y pruebas en su camino para obligarlos a colaborar para progresar. También se encuentran con versiones mágicamente antropomórficas de sus antiguas posesiones, que critican a Cody y May por el maltrato y negligencia tanto de sus posesiones como de Rose. Mientras viajan por su propiedad, Cody y May ven los recuerdos positivos que tenían juntos, así como lo que originalmente los unió para convertirse en pareja. Mientras tanto, Rose continúa haciendo todo lo posible para reparar la relación entre sus padres, pero los cuerpos reales de Cody y May han caído inconscientes y no le responderán. Pensando que sus padres la ignoran, Rose llega a creer que ella es la razón por la que su matrimonio se está desmoronando y decide huir con la esperanza de que los haga permanecer juntos.
Después de un largo viaje, Cody y May finalmente completan la prueba final de Hakim, que es recrear la canción que May solía cantar. Mientras May canta, la relación entre ella y Cody se reaviva y se besan, lo que revierte el hechizo sobre ellos. Vuelven a despertar en sus cuerpos reales y se sorprenden al saber que Rose ya se ha escapado. Afortunadamente, pueden encontrarla en una parada de autobús cercana y asegurarle que ella no es la causa de sus discusiones y que siempre la amarán pase lo que pase. Luego, el trío regresa a casa con una nueva perspectiva de su relación.

## Desarrollo
Josef Fares, el director del videojuego anterior de Hazelight, A Way Out (2018), y de Brothers: A Tale of Two Sons (2013), de Starbreeze Studios, regresó como director del juego. Después de lanzar A Way Out en 2018, el equipo decidió crear otro videojuego solo cooperativo porque tenía un equipo más experimentado y refinado y el equipo sintió que podían mejorar y expandir aún más los conceptos de juego introducidos en A Way Out. El equipo de desarrollo trabajó para asegurarse de que el juego tuviera conexión con la narrativa y que, a medida que se desarrolla la historia, la mecánica del juego cambiará de acuerdo a este. Fares presionó a su equipo para que incluyera tantas mecánicas y ajustes como fuera posible, ya que creía que si una mecánica de juego se usaba repetidamente, se volvería «menos especial». Fares describió el juego como una «comedia romántica». Fares proporcionó la captura de movimiento para el doctor Hakim, uno de los personajes clave del juego. El juego fue escrito principalmente en AngelScript, que fue implementado en Unreal Engine por Hazelight a través de su propio complemento.
Como A Way Out, It Takes Two se publicó bajo el programa EA Originals de Electronic Arts. El programa permitió a Hazelight retener el control creativo total mientras recibía la mayor parte de las ganancias del juego después de que se recuperarán los costos de desarrollo. EA anunció por primera vez que había firmado un acuerdo de publicación con Hazelight en junio de 2019. El videojuego fue revelado oficialmente durante el EA Play en junio de 2020. EA y Hazelight presentaron el Friend's Pass para el juego, que permite al jugador que compró el juego enviar invitaciones a sus amigos para luego poder jugar el juego gratis con el jugador. El videojuego fue lanzado para Windows, PlayStation 4, PlayStation 5, Xbox One y Xbox Series X/S el 26 de marzo de 2021.

### Reclamación de la marca comercial Take-Two
Después de que fuera lanzado el videojuego, Hazelight Studios intentó registrar una marca comercial para el nombre It Takes Two, pero Take-Two Interactive presentó una queja de marca comercial, argumentando que estaba demasiado cerca de su marca registrada en las palabras «take» y «two». Hazelight abandonó la aplicación de marca registrada del nombre, lo que les dificulta participar en ciertos tipos de marketing, pero los desarrolladores dijeron que tienen «la esperanza de que se resuelva».

## Recepción
Según el sitio web del agregador de reseñas Metacritic, el juego recibió «críticas generalmente favorables».

### Ventas
Se vendieron más de 1 millón de copias un mes después del lanzamiento del juego. Para el 17 de junio de 2021, se vendieron más de 2 millones de copias. Para octubre de 2021, se alcanzaron las 3 millones de copias vendidas. Para febrero de 2023, se alcanzaron más de 10 millones de copias vendidas.

### Reconocimientos
| Año  | Premio                 | Categoría                | Resultado | Ref(s)        |
| ---- | ---------------------- | ------------------------ | --------- | ------------- |
| 2021 | Golden Joystick Awards | Mejor juego multijugador | Ganador   | [ 33 ] [ 34 ] |
| 2021 | Golden Joystick Awards | Game of the Year         | Nominado  | [ 33 ] [ 34 ] |
| 2021 | The Game Awards        | Mejor juego multijugador | Ganador   | [ 35 ]        |
| 2021 | The Game Awards        | Mejor juego familiar     | Ganador   | [ 35 ]        |
| 2021 | The Game Awards        | Mejor narrativa          | Nominado  | [ 35 ]        |
| 2021 | The Game Awards        | Mejor dirección          | Nominado  | [ 35 ]        |
| 2021 | The Game Awards        | Voz del Jugador          | Nominado  | [ 35 ]        |
| 2021 | The Game Awards        | Juego del año            | Ganador   | [ 35 ]        |